# Tanaostigmodes tescus
Tanaostigmodes tescus är en stekelart som beskrevs av Lasalle 1987. Tanaostigmodes tescus ingår i släktet Tanaostigmodes och familjen Tanaostigmatidae. Inga underarter finns listade i Catalogue of Life.